# Tin Toy
Tin Toy è un cortometraggio d'animazione computerizzata del 1988 sceneggiato, diretto e animato da John Lasseter. Della durata di cinque minuti, vede come protagonista Tinny, un giocattolo di latta che è stato appena regalato a un infante di nome Billy. Dapprima felice di essere il nuovo gioco del bimbo, Tinny si accorge ben presto della pericolosità del neonato e tenta in tutti i modi di sfuggirgli.
Presentato al SIGGRAPH il 2 agosto 1988 in forma incompleta, venne in seguito ultimato e reso disponibile per il mercato home video e per lo streaming. Fu il primo cortometraggio d'animazione computerizzata a vincere il premio Oscar. L'opera gettò inoltre i semi di quello che sarebbe stato il primo lungometraggio in animazione computerizzata di sempre, Toy Story - Il mondo dei giocattoli.
Oltre a ricevere il plauso di critica e pubblico, Tin Toy è considerato un'opera rivoluzionaria per la quantità di innovazioni e novità contenute al suo interno, tra cui l'introduzione di un personaggio umano creato interamente in digitale, l'uso di nuove tecniche di rendering, movimenti di camera più elaborati e un numero di inquadrature più alto di qualsiasi altra opera realizzata interamente in computer grafica fino ad allora.

## Trama
Tinny è un uomo orchestra di latta appena comprato per il neonato Billy. Appena uscito dalla scatola, prende vita e scopre che essere il giocattolo di un infante non è l'esperienza idilliaca che si era immaginato. Impaurito fugge sotto il divano, rifugio di tanti altri balocchi, terrorizzati come lui.
Rimasto senza giochi, Billy vaga per il salotto fino a cadere per terra, cominciando poi a piangere e così il povero Tinny si impietosisce a tal punto che decide di uscire allo scoperto. Il bimbo lo prende e comincia a giocarci, ma si stanca ben presto di lui, preferendogli una busta di carta, che si infila in testa per poi vagare per la stanza senza vedere niente. L'uomo orchestra si arrabbia e comincia ad inseguirlo. Mentre scorrono i titoli di coda, gli altri giocattoli escono fuori dal nascondiglio.

## Produzione

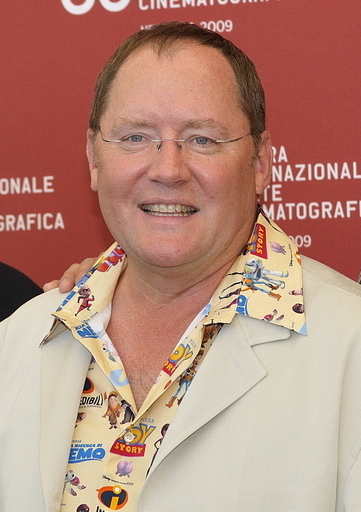
John Lasseter alla 66ª Mostra internazionale d'arte cinematografica di Venezia

Sul finire degli anni ottanta, la Pixar Animation Studios era una piccola compagnia di grafica al computer. L'azienda aveva istituito un reparto di animazione, diretto da John Lasseter, con lo scopo di realizzare cortometraggi per promuovere le potenzialità dei propri prodotti. Questo settore aveva realizzato già tre corti, che si erano distinti per aver introdotto importanti innovazioni tecniche nell'ambito dell'animazione al computer: l'effetto mosso in The Adventures of André and Wally B., la resa delle ombre in Luxo Junior, e la resa di personaggi organici e di effetti di pioggia ne Il sogno di Red. La situazione economica della compagnia risultava però precaria, per via soprattutto delle scarse entrate che produceva il principale prodotto della ditta, la workstation Pixar Image Computer per gestire ed elaborare immagini digitali, tanto che anno dopo anno era costantemente in perdita e solo gli investimenti personali del proprietario Steve Jobs la tenevano ancora in vita.
Nell'autunno del 1986 gran parte dei membri della compagnia si riunirono presso la Stillwater Cove, vicino a Fort Ross, per ideare un nuovo software che fosse pensato completamente per il lavoro dell'animatore. Dai loro sforzi nacque Menv ("Modeling Enviroment"), poi rinominato Marionette, il primo programma creato appositamente per facilitare il flusso di lavoro di un animatore separando le varie fasi dell'animazione: modellazione, animazione e illuminazione. Il cortometraggio Il sogno di Red, realizzato dalla Pixar nel 1987, aveva infatti palesato l'obsolescenza del software in utilizzo all'epoca, Motion Doctor, e, per mostrare l'applicazione del nuovo programma, venne approvata la produzione di un nuovo corto, che prese forma come Tin Toy. La difficile situazione economica dell'azienda, tuttavia, faceva sì che gli animatori fossero restii a chiedere a Jobs il finanziamento, ben consapevoli che sarebbe stato riluttante a concederlo. Nella primavera del 1988, durante una riunione, i rappresentanti della Pixar esposero infine a Jobs i loro progetti per il nuovo corto. A Lasseter venne chiesto di illustrare l'idea attraverso degli storyboard, spiegando le azioni dei personaggi, le loro motivazioni e recitando le varie parti; la passione mostrata dal regista convinse Jobs a stanziare il budget di 300 000 dollari per finanziare l'opera: «Credevo in quello che John stava facendo. La sua era arte. Gli stava a cuore e stava a cuore a me». Il suo unico commento alla fine della presentazione fu: «Tutto quello che ti chiedo, John, è di renderlo grandioso». Secondo il parere di Ralph Guggenheim, a capo della sezione d'animazione: «[Lasseter] non stava soltanto proponendo un nuovo film, stava proponendo la sopravvivenza del gruppo».

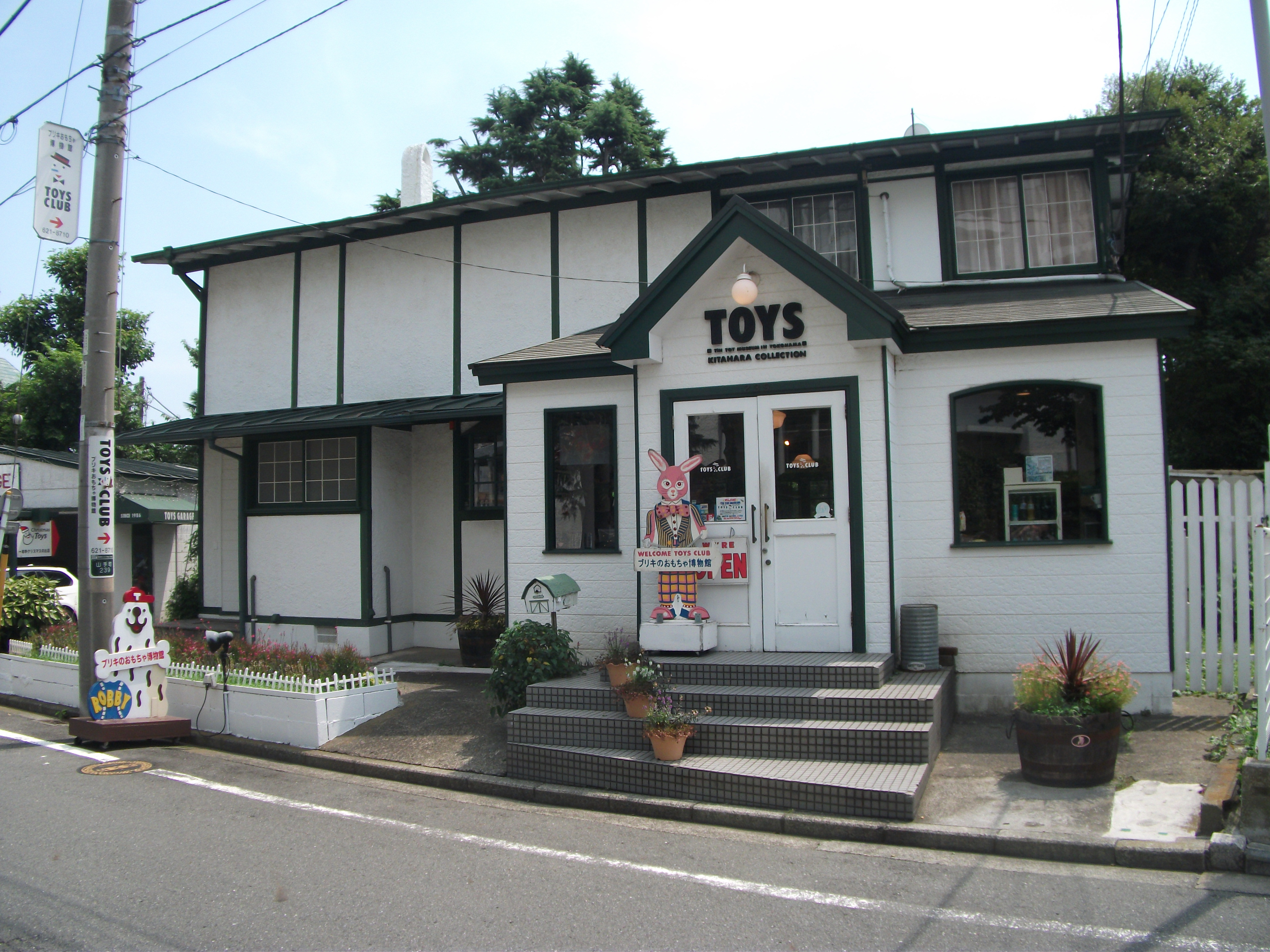
Il Museo dei giocattoli di latta (ブリキのおもちゃ博物館, Buriki no omocha hakubutsukan) di Yokohama

Ispirato dalla nascita della figlia Julia, l'animatore William Reeves propose l'idea di realizzare un neonato umano per il cortometraggio. Anche lo spunto che ebbe Lasseter, basato sull'osservazione del nipote intento a mettere in bocca qualsiasi giocattolo gli capitasse a tiro, prevedeva un protagonista umano. «Dal punto di vista dei giocattoli il bambino doveva sembrare un terribile mostro!», osservò Lasseter, che venne quindi spinto a ideare una storia dalla prospettiva di un giocattolo. Il passo successivo fu scegliere il giocattolo protagonista. In questo caso, il regista, avido collezionista di giochi, venne ispirato dalla visita fatta nel 1987 al Museo dei giocattoli di latta (ブリキのおもちゃ博物館?, Buriki no omocha hakubutsukan) a Yokohama, in Giappone. Per rendere il più realistico possibile il neonato protagonista, soprannominato Billy, il team di produzione fece dei calchi da bambole in commercio, per poi tracciare le linee che avrebbero composto il modello in wireframe al computer. Una bacchetta, detta Polhemus, tracciò i punti di riferimento sul modello in argilla. Tuttavia, la pressione esercitata sul modello cambiava da punto a punto in quanto il tecnico non riusciva a premere con uguale intensità ogni volta. Lasseter stesso commentò il risultato dicendo che: «Quando univi tutti i punti insieme su una singola superficie sembrava che il personaggio avesse la cellulite», ma giustificò l'effetto dicendo che Tinny vede il bimbo come la rappresentazione di un mostro e il risultato si amalgamava di conseguenza con il tono e il contesto della storia.
Grazie all'articolo di Keith Waters, A Muscle Model for Animating Three-Dimensional Facial Expression, Reeves riuscì ad applicare al modello una serie di muscoli facciali per permettere al personaggio espressioni realistiche. Tuttavia, i primi tentativi restituirono una faccia increspata e rugosa. Le reazioni di Billy vennero accuratamente pianificate dopo la lettura delle ricerche di Paul Ekman e Wallace V. Friesen sul sistema di codifica delle espressioni facciali. Il risultato finale, che mantiene comunque parte delle caratteristiche della prima versione, mostrò un miglioramento in questo senso. Anche nella versione definitiva, tuttavia, il corpo di Billy manca di naturalezza nei movimenti e di concretezza corporea e il suo pannolino ha un'atipica solidità. Questi furono compromessi a cui Lasseter dovette rassegnarsi, essendo il corto gravato da limiti di tempo e dalla tecnologia ancora in fase di sviluppo. A ogni membro dello staff venne assegnata la realizzazione di uno dei giocattoli che si nascondono sotto il letto. Ed Catmull progettò l'elefante, Craig Good l'aeroplanino, Loren Carpenter l'idrante e Ralph Guggenheim ideò il robot. Il compito di realizzare il sonoro del corto venne affidato a Gary Rydstrom, già collaboratore di Lasseter nei suoi precedenti lavori Luxo Junior e Il sogno di Red. Tinny era stato animato dal regista senza una precisa idea di come avrebbe suonato e Rydstrom dovette ingegnarsi per fare in modo che i suoni combaciassero con i movimenti degli strumenti musicali. Complessivamente, la creazione dei suoni per il corto impegnò Rydstrom per molti mesi.

## Distribuzione

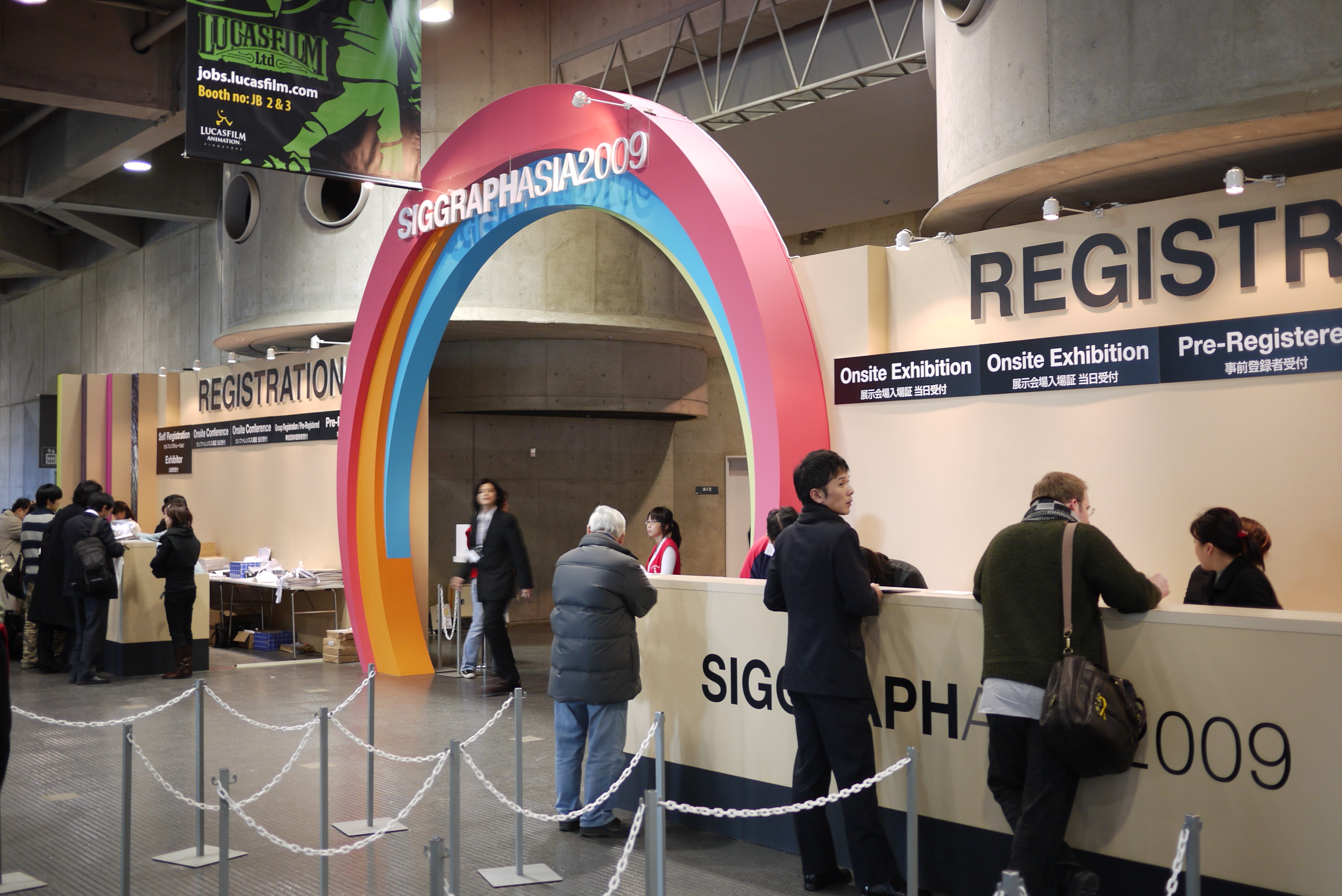
Ingresso di un SIGGRAPH (a Yokohama nel 2009), festival dove venne presentato Tin Toy per la prima volta

Lasseter e i suoi direttori tecnici lavorarono intensamente per rispettare la data di consegna, fissata per il 2 agosto 1988, giorno dell'anteprima al SIGGRAPH ad Atlanta, ma non fecero in tempo a finire il corto. La versione presentata al festival, infatti, conteneva solo i primi tre quinti del film e terminava con il cartello "To be continued" nel momento in cui Tinny è imprigionato nella sua scatola e, attraverso la plastica trasparente, vede sopraggiungere il piccolo Billy. La versione definitiva fu distribuita limitatamente nei cinema statunitensi dalla Expanded Entertainment a partire da luglio del 1989 come parte dell'antologia di cortometraggi animati The Second Animation Celebration: The Movie.

### Edizioni home video
Nel 1996 Tin Toy fu inserito come extra nell'edizione deluxe in Laserdisc di Toy Story - Il mondo dei giocattoli e nella VHS Tiny Toy Stories, distribuite in America del Nord dalla Walt Disney Home Video. Successivamente fu incluso in tutte le edizioni VHS e DVD-Video di Toy Story uscite nell'ottobre 2000. Una versione rimasterizzata in alta definizione, con un commento audio opzionale di John Lasseter, Eben Ostby e William Reeves, è inclusa nella raccolta I corti Pixar collection - Volume 1, uscita in DVD e Blu-ray Disc nell'autunno del 2007.

## Accoglienza e riconoscimenti
Nonostante il corto non fosse completo, il pubblico di ricercatori e ingegneri del SIGGRAPH al quale venne mostrato lo accolse con una standing ovation. A questi elogi si unirono nel corso degli anni le valutazioni positive di pubblico e critica, che ne esaltarono l'innovazione e la tecnica in esso contenute. Luke Bonanno lo definì «uno dei migliori cortometraggi Pixar», altri scrissero che il corto costituiva «un affascinante assaggio di una neonata forma d'arte», mentre molti lodarono la capacità di emozionare in così pochi minuti e di aver saputo «racchiudere l'intera gamma di emozioni che un giocattolo prova quando viene usato da un bambino». Alcune critiche vennero rivolte alla resa del personaggio di Billy, giudicata poco verosimile al punto da apparire grottesca, spaventosa e inquietante. Le reazioni negative a Billy contribuirono a popolarizzare e a far prendere seriamente in considerazione il concetto di uncanny valley nell'ambito dell'industria cinematografica.
Grazie a Tin Toy, la Pixar vinse il suo primo Premio Oscar, quello al miglior cortometraggio d'animazione nell'edizione del 1989. Il premio simboleggiò il riconoscimento dell'animazione al computer come una forma d'arte a pieno titolo da parte dell'industria cinematografica e al di fuori del circuito dei festival specializzati, come lo era il SIGGRAPH. Robert Winquist, a capo del programma per i corsi d'animazione dei personaggi al California Institute of the Arts, affermò: «L'animazione al computer prenderà il sopravvento a breve, a tutti gli animatori consiglio di mettere giù la matita e l'aerografo e di farla in un'altra maniera».
Gli altri premi raccolti dall'opera nel 1989 compresero il Seattle International Film Festival Award per miglior cortometraggio e il World Animation Celebration Award per la miglior animazione assistita al computer. Nel 2003, il corto venne incluso nel National Film Registry, l'archivio di film scelti dal National Film Preservation Board degli Stati Uniti per la loro conservazione nella Biblioteca del Congresso, essendo «film culturalmente, storicamente o esteticamente significativi», con la motivazione di aver rivoluzionato l'animazione statunitense tramite le sue innovazioni.

## Eredità culturale

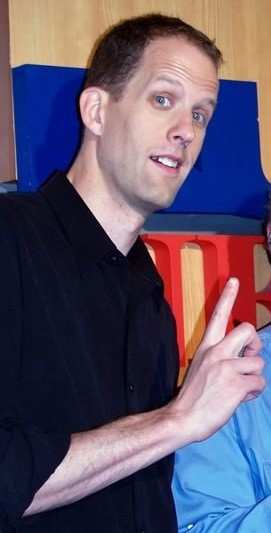
«Il budget essenziale con il quale avremmo potuto farcela era ancora, tipo, diciotto volte più alto di quello che la rete ci avrebbe stanziato».
—Pete Docter

Il cortometraggio risultò importante per aver introdotto un'ampia gamma di innovazioni nell'industria dell'animazione. Queste riguardarono il primo personaggio umano realizzato interamente in digitale, l'uso di nuove tecniche di rendering atte ad aggiungere dettagli sulla superficie degli oggetti (texture mapping e bump mapping, entrambi realizzati per la prima volta grazie al software RenderMan), i movimenti di camera più elaborati e il numero di inquadrature più alto di qualsiasi altra opera realizzata interamente in computer grafica fino ad allora. Il corto fu anche il primo e unico filmato, insieme a delle sequenze create dalla Industrial Light & Magic destinate all'attrazione di un parco a tema, a essere renderizzato su un computer RM-1, un hardware prototipo basato su un precedente computer addetto al rendering, chiamato Reyes Machine, progettato come un plug-in del RenderMan, che si rivelò tanto ambizioso quanto fallimentare.
Tin Toy fu il primo lavoro Pixar a toccare il tema dei giocattoli che prendono vita, che sarebbe poi stato la premessa del primo lungometraggio dello studio: Toy Story - Il mondo dei giocattoli. Agli inizi degli anni novanta, la Pixar iniziò a prendere accordi con la Disney per produrre un intero film animato al computer. Il progetto andò in porto, ma considerando troppo brusco il passaggio da cortometraggi di pochi minuti a un lungometraggio di un'ora e mezza, la Pixar si propose di realizzare uno special da mezz'ora per valutare se fosse in grado di gestire una produzione che si avvicinasse a quella di un film vero e proprio. Spinti dalla vittoria agli Oscar di quell'anno, i realizzatori misero in cantiere uno speciale televisivo natalizio dal titolo A Tin Toy Christmas. L'idea di base era che Tinny fosse parte di un set di giocattoli suonatori che non ha successo e rimane invenduto per anni. Separato dagli altri componenti, Tinny finisce per errore in un negozio di giocattoli della nostra epoca, dove fa la conoscenza di svariati personaggi, tra cui un morbido orso rosa di nome Lotso. Il progetto fu abbandonato perché, a detta di Pete Docter della Pixar, la rete televisiva che avrebbe dovuto produrlo non poteva affrontare la spesa necessaria. Molti dei personaggi e delle situazioni presenti in quella bozza vennero riadattati in quanto la Pixar immaginò che la sua creatura, Tinny, avrebbe trovato spazio in Toy Story - Il mondo dei giocattoli, ma quest'ultimo si sviluppò in maniera differente, senza il protagonista del corto. Il personaggio di Lotso, tuttavia, venne adattato per il terzo capitolo della saga: Toy Story 3 - La grande fuga.
A testimonianza dell'influenza che ebbe Tin Toy nello sviluppo di Toy Story, il giocattolo di latta Timmy venne inserito in dei brevi cameo nei film della serie. In Toy Story 2 - Woody e Buzz alla riscossa compare in uno spot pubblicitario quando Hamm cambia di continuo canale sulla televisione, mentre in Toy Story 4 appare nella parte di un giocattolo che fa entrare Bo Peep in un vecchio flipper trasformato in una discoteca per giocattoli.

### Merchandising
A parte le edizioni home video del cortometraggio, Tin Toy non fu oggetto di alcun tipo di merchandising, come del resto tutti gli altri corti prodotti dalla compagnia. L'unica eccezione è rappresentata dalla riproduzione in vinile di Tinny, prodotta dalla MINDStyle nel 2010. La Pixar, infatti, vendette la licenza di Tin Toy alla casa produttrice di oggettistica MINDStyle, che creò un modellino in vinile del personaggio di Tinny all'interno della linea Art Toy Collectible in edizione limitata di cinquecento pezzi, al prezzo di novanta dollari. La scatola, che costituisce una fedele riproduzione della confezione del giocattolo vista nel corto, oltre a contenere il modello di Tinny, presenta un certificato di autenticità stampato su un cartoncino raffigurante lo storyboard a matita di una scena del corto.